# Stetige Gleichverteilung

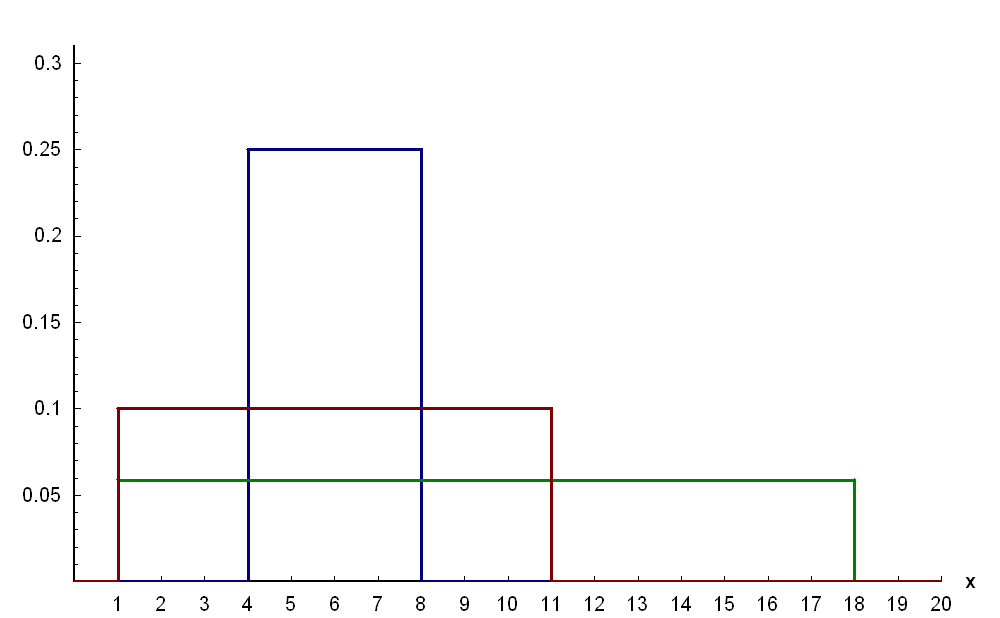
Dichtefunktion der Gleichverteilung für (blau), (grün) und (rot)

Die stetige Gleichverteilung, auch Rechteckverteilung, kontinuierliche Gleichverteilung oder Uniformverteilung genannt, ist eine stetige Wahrscheinlichkeitsverteilung. Sie hat auf einem Intervall {\displaystyle [a,b]} eine konstante Wahrscheinlichkeitsdichte. Dies ist gleichbedeutend damit, dass alle Teilintervalle gleicher Länge dieselbe Wahrscheinlichkeit besitzen.
Die Möglichkeit, die stetige Gleichverteilung auf dem Intervall von 0 bis 1 zu simulieren, bildet die Basis zur Erzeugung zahlreicher beliebig verteilter Zufallszahlen mittels der Inversionsmethode oder der Verwerfungsmethode.

## Definition
Eine stetige Zufallsvariable {\displaystyle X} bezeichnet man als gleichverteilt auf dem Intervall {\displaystyle [a,b]}, wenn Dichtefunktion {\displaystyle f(x)} und Verteilungsfunktion {\displaystyle F(x)} gegeben sind als
| {\displaystyle f(x)={\begin{cases}{\frac {1}{b-a}}&a\leq x\leq b\\0&{\text{sonst.}}\end{cases}}={\frac {1}{\sqrt {12\sigma ^{2}}}}\cdot {\text{rect}}\left({\frac {x-\mu }{\sqrt {12\sigma ^{2}}}}\right)} |
| {\displaystyle F(x)={\begin{cases}0&x\leq a\\{\frac {x-a}{b-a}}&a<x<b\\1&x\geq b\end{cases}}} |

Als abkürzende Schreibweise für die stetige Gleichverteilung wird häufig {\displaystyle {\mathcal {U}}(a,b)} oder {\displaystyle {\mathcal {SG}}(a,b)} verwendet. In einigen Formeln sieht man auch {\displaystyle {\text{Gleich}}(a,b)} oder {\displaystyle {\text{uniform}}(a,b)} als Bezeichnung für die Verteilung. Die stetige Gleichverteilung ist durch ihre ersten beiden zentralen Momente komplett beschrieben, d. h. alle höheren Momente sind aus Erwartungswert und Varianz berechenbar.

## Eigenschaften

### Wahrscheinlichkeiten
Die Wahrscheinlichkeit, dass eine auf {\displaystyle [a,b]} gleichverteilte Zufallsvariable {\displaystyle X} in einem Teilintervall {\displaystyle [c,d]\subseteq [a,b]} liegt, ist gleich dem Verhältnis der Intervalllängen:
{\displaystyle P(c\leq X\leq d)=F(d)-F(c)={\frac {d-c}{b-a}}}.

### Erwartungswert und Median
Der Erwartungswert und der Median der stetigen Gleichverteilung sind gleich der Mitte des Intervalls {\displaystyle [a,b]}:
{\displaystyle \operatorname {E} (X)=\int \limits _{-\infty }^{\infty }xf(x)\,dx={\frac {1}{b-a}}\int \limits _{a}^{b}x\cdot 1\,dx={\frac {1}{2}}{\frac {b^{2}-a^{2}}{b-a}}={\frac {a+b}{2}}}
{\displaystyle \operatorname {Median} (X)=F^{-1}({\tfrac {1}{2}})={\frac {a+b}{2}}}.

### Varianz
Die Varianz der stetigen Gleichverteilung ist
{\displaystyle {\begin{aligned}\operatorname {Var} (X)&=\operatorname {E} (X^{2})-\left({\operatorname {E} (X)}\right)^{2}={\frac {1}{b-a}}\int \limits _{a}^{b}{x^{2}\cdot 1\,dx}-\left({\frac {a+b}{2}}\right)^{2}={\frac {1}{3}}{\frac {b^{3}-a^{3}}{b-a}}-\left({\frac {a+b}{2}}\right)^{2}\\&={\frac {1}{12}}\left({4b^{2}+4ab+4a^{2}-3a^{2}-6ab-3b^{2}}\right)={\frac {1}{12}}(b-a)^{2}.\end{aligned}}}

### Standardabweichung und weitere Streumaße
Aus der Varianz erhält man die Standardabweichung
{\displaystyle \sigma (X)={\sqrt {\frac {(b-a)^{2}}{12}}}={\frac {b-a}{2{\sqrt {3}}}}\approx 0{,}289(b-a)}.
Die mittlere absolute Abweichung beträgt {\displaystyle (b-a)/4}, und der Interquartilsabstand {\displaystyle (b-a)/2} ist genau doppelt so groß.
Die Gleichverteilung ist die einzige symmetrische Verteilung mit monotoner Dichte mit dieser Eigenschaft.

### Variationskoeffizient
Für den Variationskoeffizienten ergibt sich:
{\displaystyle \operatorname {VarK} (X)={\frac {1}{\sqrt {3}}}{\frac {b-a}{a+b}}}.

### Symmetrie
Die stetige Gleichverteilung ist symmetrisch um {\displaystyle {\frac {a+b}{2}}}.

### Schiefe
Die Schiefe lässt sich darstellen als
{\displaystyle \operatorname {v} (X)=0}.

### Wölbung und Exzess
Die Wölbung {\displaystyle \beta _{2}} und der Exzess {\displaystyle \gamma _{2}=\beta _{2}-3} lassen sich ebenfalls geschlossen darstellen als
{\displaystyle \beta _{2}={\tfrac {9}{5}}=1{,}8} bzw.
{\displaystyle \gamma _{2}=-{\tfrac {6}{5}}=-1{,}2}.

### Momente
| {\displaystyle k}-tes Moment           | {\displaystyle m_{k}={\frac {1}{k+1}}\sum _{i=0}^{k}a^{i}b^{k-i}={\frac {1}{k+1}}\sum _{i=0}^{k}\left(\mu -{\sqrt {3\sigma ^{2}}}\right)^{i}\left(\mu +{\sqrt {3\sigma ^{2}}}\right)^{k-i}}                                                    |
| {\displaystyle k}-tes zentrales Moment | {\displaystyle \mu _{k}={\begin{cases}{\frac {(b-a)^{k}}{2^{k}(k+1)}}&{\text{ k gerade}}\\0&{\text{ k ungerade}}\end{cases}}={\begin{cases}{\frac {{\sqrt {3}}^{k}\sigma ^{k}}{(k+1)}}&{\text{ k gerade}}\\0&{\text{ k ungerade}}\end{cases}}} |

### Summe gleichverteilter Zufallsvariablen

Verteilungsdichten der Summe von bis zu 6 Gleichverteilungen U(0,1)

Die Summe zweier unabhängiger und stetig gleichverteilter Zufallsvariablen ist dreiecksverteilt, falls die Breite der beiden Träger identisch ist. Unterscheiden sich die Trägerbreiten, so ergibt sich eine trapezförmige Verteilung. Genauer:
Zwei Zufallsvariablen seien unabhängig und stetig gleichverteilt, die eine auf dem Intervall {\displaystyle [a,b]}, die andere auf dem Intervall {\displaystyle [c,d]}.
Sei {\displaystyle \alpha =\min\{d-c,b-a\}} und {\displaystyle \beta =\max\{d-c,b-a\}}. Dann hat ihre Summe die folgende Trapezverteilung:
{\displaystyle f\colon \mathbb {R} \to \mathbb {R} ,x\longmapsto {\begin{cases}0&x\not \in [a+c,b+d]\\{\frac {x}{\alpha \beta }}-{\frac {a+c}{\alpha \beta }}&x\in [a+c,a+c+\alpha ]\\{\frac {1}{\beta }}&x\in [a+c+\alpha ,a+c+\beta ]\\{\frac {b+d}{\alpha \beta }}-{\frac {x}{\alpha \beta }}&x\in [a+c+\beta ,b+d]\end{cases}}}
Die Summe von unabhängigen gleichverteilten Zufallsvariablen auf dem Intervall [0;1] ist eine Irwin-Hall-Verteilung, sie nähert sich der Normalverteilung an (Zentraler Grenzwertsatz).
Eine zuweilen verwendete Methode (Zwölferregel) zur approximativen Erzeugung (standard-)normalverteilter Zufallszahlen funktioniert so: man summiert 12 (unabhängige) auf dem Intervall [0,1] gleichverteilte Zufallszahlen und subtrahiert 6 (das liefert die richtigen Momente, da die Varianz einer U(0,1)-verteilten Zufallsvariablen 1/12 ist und sie den Erwartungswert 1/2 besitzt).

### Charakteristische Funktion
Die charakteristische Funktion hat die Form
{\displaystyle \phi _{X}(t)={\frac {1}{(b-a)it}}\left(e^{itb}-e^{ita}\right)=\exp \left(i{\frac {b+a}{2}}t\right){\frac {\sin \left({\frac {b-a}{2}}t\right)}{{\frac {b-a}{2}}t}}},
wobei {\displaystyle i} die imaginäre Einheit darstellt.

### Momenterzeugende Funktion
Die momenterzeugende Funktion der stetigen Gleichverteilung ist
{\displaystyle m_{X}(s)={\begin{cases}{\frac {\displaystyle e^{bs}-e^{as}}{\displaystyle (b-a)s}}&s\neq 0\\1&s=0\end{cases}}}
und speziell für {\displaystyle a=0} und {\displaystyle b=1}
{\displaystyle m_{X}(s)={\frac {1}{s}}(e^{s}-1).}

## Beziehung zu anderen Verteilungen

### Beziehung zur Dreiecksverteilung
Die Summe von zwei unabhängigen und stetig gleichverteilten Zufallsvariablen hat eine Dreiecksverteilung.

### Beziehung zur Betaverteilung
Sind {\displaystyle X_{1},X_{2},\dotsc ,X_{n}} unabhängige auf {\displaystyle [0,1]} stetig gleichverteilte Zufallsvariable, dann haben die Ordnungsstatistiken {\displaystyle X_{(1)},X_{(2)},\dotsc ,X_{(n)}} eine Betaverteilung. Genauer gilt
{\displaystyle X_{(k)}\sim B(k,n-k+1)}
für {\displaystyle k=1,\dotsc ,n}.

### Simulation von Verteilungen aus der stetigen Gleichverteilung
Mit der Inversionsmethode lassen sich gleichverteilte Zufallszahlen in andere Verteilungen überführen. Wenn {\displaystyle X} eine gleichverteilte Zufallsvariable ist, dann genügt beispielsweise {\displaystyle Y=-{\tfrac {1}{\lambda }}\ln(X)} der
Exponentialverteilung mit dem Parameter {\displaystyle \lambda }.

### Verallgemeinerung auf höhere Dimensionen
Die stetige Gleichverteilung lässt sich vom Intervall {\displaystyle [a,b]} auf beliebige messbare Teilmengen {\displaystyle \Omega } des {\displaystyle \mathbb {R} ^{n}} mit Lebesgue-Maß {\displaystyle 0<\lambda ^{n}(\Omega )<\infty } verallgemeinern. Man setzt dann
{\displaystyle {\mathcal {U}}_{\Omega }(A)=\int _{A}{\frac {1}{\lambda ^{n}(\Omega )}}\,dx={\frac {\lambda ^{n}(A)}{\lambda ^{n}(\Omega )}}}
für messbare {\displaystyle A\subseteq \Omega }.

### Diskreter Fall
Die Gleichverteilung ist auch auf endlichen Mengen definiert, dann heißt sie diskrete Gleichverteilung.

## Beispiel für das Intervall [0, 1]
Häufig wird {\displaystyle a=0} und {\displaystyle b=1} angenommen, also {\displaystyle X\sim {\mathcal {U}}(0,1)} betrachtet. Dann ist die Dichtefunktion {\displaystyle f} auf dem Intervall {\displaystyle [0,1]} konstant gleich 1 und für die Verteilungsfunktion gilt dort {\displaystyle F(x)=x}.
Der Erwartungswert beträgt dementsprechend {\displaystyle E(X)={\tfrac {1}{2}}}, die Varianz {\displaystyle \operatorname {Var} (X)={\tfrac {1}{12}}} und die Standardabweichung {\displaystyle \sigma (X)={\sqrt {\tfrac {1}{12}}}={\tfrac {1}{6}}{\sqrt {3}}\approx 0{,}29}, wobei die letztgenannten beiden Werte auch für beliebige Intervalle {\displaystyle [a,a+1]} der Länge 1 gelten. Siehe hierzu auch den obigen Abschnitt Summe gleichverteilter Zufallsvariablen.
Ist {\displaystyle X} eine {\displaystyle {\mathcal {U}}(0,1)}-verteilte Zufallsvariable, dann ist
{\displaystyle Y=(b-a)X+a}
{\displaystyle {\mathcal {U}}(a,b)}-verteilt.